# 윤군평
윤군평(尹君平, ? ~ ?)은 조선 초기의 기인이다.
《지봉유설(芝峯類說)》과 《청강쇄어(淸江瑣語)》에 따르면, 어려서 무예를 익혀 군관이 된 뒤 서울로 가는 도중에 이인(異人)을 만나 《황정경(黃庭經)》과 수련법을 전수받았으며, 당시 전우치(田愚治)와 함께 도술이 높은 것으로 유명하였다. 다시 김시습(金時習)으로부터 연단도법(練丹道法)을 전하여 받았고, 《참동계(參同契)》와 《용호비지(龍虎祕旨)》도 전수받았다.